# Éruption surtseyenne

Schéma d'une éruption surtseyenne.

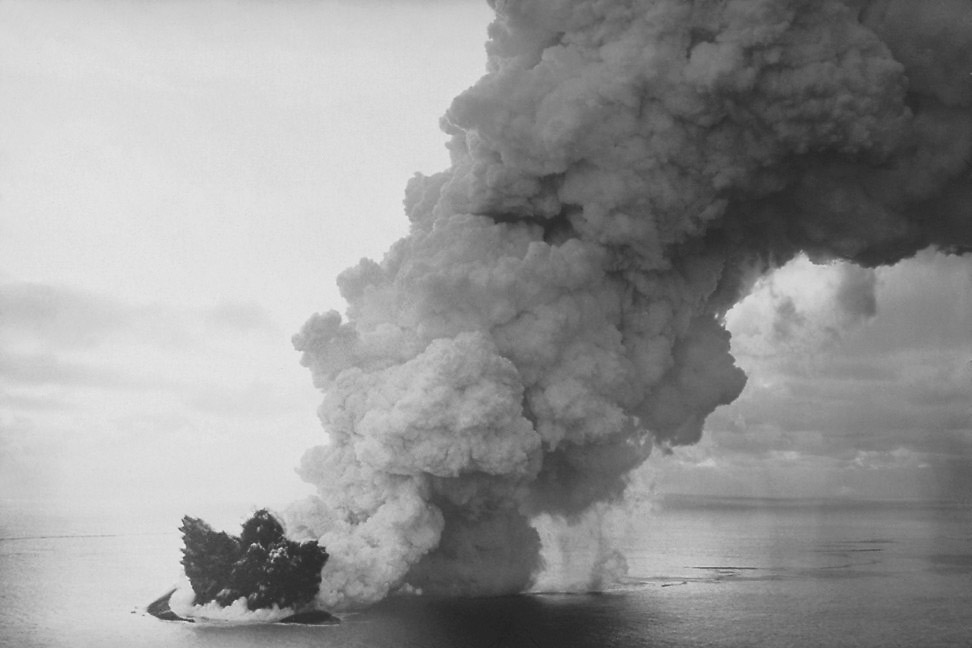
Vue aérienne de l'éruption de Surtsey en 1963 au large de l'Islande.

Une éruption surtseyenne, tirant son nom du Surtsey, île islandaise, est un type d'éruption volcanique caractérisé par l'émission d'une lave à fleur d'eau lorsque le volcan est une île maritime ou lacustre de faible altitude. Le contact de l'eau et de la lave engendre un choc thermique qui provoque la vaporisation de l'eau et la fragmentation de la lave au cours d'explosions qualifiées de « cypressoïdes » pour la ressemblance des panaches volcaniques avec des cyprès.

## En France
Dans le bassin du Puy-en-Velay s'observent  une série d’édifices surtseyens parmi lesquels le puy de Cheyrac, le rocher d’Aiguilhe, le rocher Corneille….